# Loyola

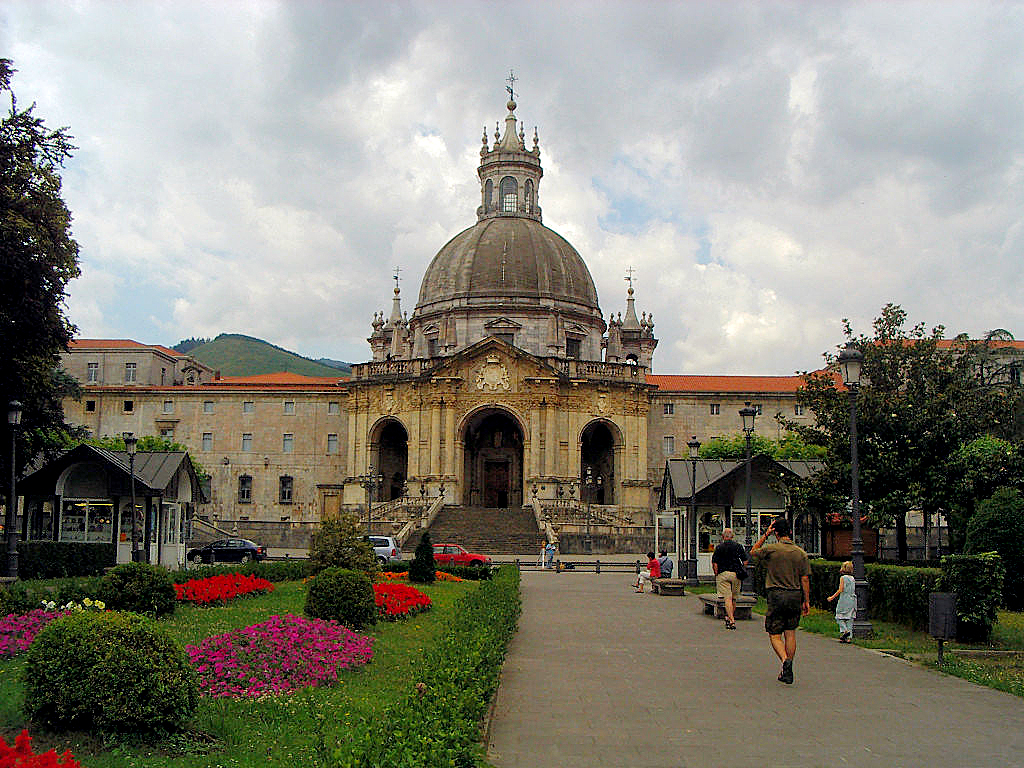
Basilika des Jesuitenkollegs in Loyola

Loyola (baskisch Loiola) ist ein Ort zwischen Azpeitia und Azkoitia in der baskischen Provinz Gipuzkoa. Loiola ist Teil der Gemeinde Azpeitia. In dem mittelalterlichen Wohnturm im Tal des Urola wurde auch der bekannteste derer von Loyola  geboren, der heilige Ignatius von Loyola, Gründer des Jesuitenordens.
Der alte Wohnturm wurde im 17. Jahrhundert von dem großen Jesuitenkolleg Loyola umbaut, wurde seit 1991 zurück-restauriert und in den rekonstruierten Zustand des 15. Jahrhunderts versetzt. Er ist zu besichtigen.